# Elisabethserenade
Die Elisabethserenade (engl. Elizabethan Serenade) ist ein Musikstück des britischen Komponisten Ronald Binge aus dem Jahr 1951. Mit ihrer eingängigen, schmelzenden Melodie ist sie ein bekanntes Beispiel für die British Light Music.
Binge schrieb das Stück ursprünglich als Instrumentalfassung für das Orchester Mantovani, für das es zu einem großen Erfolg wurde. Daneben wurden aber von Fremdautoren verschiedene Textfassungen erstellt, etwa Where the Gentle Avon Flows (Christopher Hassall, nach 1952), Only for You (Louise Tucker, 1983), Hör mein Lied, Elisabeth (deutsch; Erik Wallnau und Ann Heston, 1962), Droomwens (niederländisch; De Selvera's, 1960, mit dem Incipit Steeds als ik dit wijsje hoor), Hør min sang, Elisabeth (dänisch; Raquel Rastenni, 1963), Hör min sång (schwedisch; Inger Berggren, 1963), Elisabet-serenadi (finnisch; Sauvo Puhtila, 1963), Élisabeth Sérénade (französisch; Pierret Beauchamp, 1967) und Alžbětínská serenáda (tschechisch; Zdeněk Borovec, 1975, interpretiert von Karel Gott mit dem Incipit Zapal svíčky sváteční).
Ursprünglich erschien das Stück unter dem einfachen Titel Andante cantabile. 1952, im Jahr des Beginns der Regentschaft von Königin Elisabeth II., wurde es unter dem endgültigen Titel Elizabethan Serenade wiederveröffentlicht, der die optimistische Grundstimmung dieser Zeit und die Hoffnung auf ein neues Elisabethanisches Zeitalter widerspiegeln soll. In der deutschen Übersetzung des Titels ist diese Bedeutung verloren gegangen.
Zu den im deutschen Sprachraum bekanntesten Interpretationen der Elisabethserenade zählen:
- Instrumental: Mantovani, Ron Goodwin, James Last, Richard Clayderman, Klaus Wunderlich, Boris Gardiner (Elizabethan Reggae, 1970)
- Vokal: Günter Kallmann Chor (Hitparade 1962), Fischerchöre, Peter Alexander, Eva Lind, Louise Tucker, Karel Gott, Roger Whittaker (gepfiffen), Ivan Rebroff (satirisch).

Die Elisabethserenade erklingt auch in der Filmmusik zum Operettenfilm Die Försterchristel (1962) sowie im Film Shopaholic – Die Schnäppchenjägerin (Originaltitel: Confessions of a Shopaholic), Komödie von Regisseur P. J. Hogan (2009). Die tschechische Fassung, interpretiert von Karel Gott mit dem Incipit Zapal svíčky sváteční (Entzünde die Festkerzen), wurde in der kommunistischen Tschechoslowakei zu einem bekannten und bis heute beliebten Weihnachtslied.
Eine von Benjamin Woodgates neu arrangierte Fassung wurde 2018 bei der Hochzeit von Prinz Harry, Duke of Sussex, und Meghan Markle aufgeführt.